# Mamon (Sveto pismo)
Mamon [mamón] (aramejsko za imetje, premoženje, lastnina; hebrejsko hon) je aramejska beseda, ki se pojavlja v Svetem pismu v Evangeliju po Mateju (Mt 6,24) in Evangeliju po Luku (Lk 16,9-13). Slednji vsebuje obširnejši odlomek, ki se glasi:
»Jaz pa vam pravim: Naredite si prijatelje s krivičnim mamonom, da vas sprejmejo v večna bivališča, ko ta propade. Kdor je v najmanjšem zvest, je zvest tudi v velikem, kdor pa je v najmanjšem krivičen, je krivičen tudi v velikem. Če torej niste bili zvesti pri ravnanju s krivičnim mamonom, kdo vam bo zaupal, kar je resnično? In če niste bili zvesti pri tujem, kdo vam bo dal, kar je vaše? Noben služabnik ne more služiti dvema gospodarjema; ali bo enega sovražil in drugega ljubil, ali pa se bo enega držal in drugega zaničeval. Ne morete služiti Bogu in mamonu« (Lk 16,9-13).
Beseda mamon je ena redkih evangeljskih besed, ki je v sicer grško pisanih evangelijih ohranjena v aramejščini, ki je bila pogovorni jezik v Palestini v Jezusovem času. Te besede dajejo slutiti, da je Jezus uporabil točno to aramejsko besedo, zaradi česar so se jo evangelisti odločili pustiti v aramejskem izvirnku.
Beseda mamon se pogosto uporablja tudi kot poosebitev: mamon lahko pomeni lažnega boga denarja oziroma hudiča (v tem primeru pisano z veliko – Mamon), ki v ljudeh zbuja pohlep po bogastvu. Izraz »častiti Mamona« pomeni pripisovati prevelik pomen bogastvu. Mamon je tudi poosebitev pohlepa kot enega od sedmih smrtnih grehov.